# Möbius (film)
Pour les articles homonymes, voir Moebius.
Pour plus de détails, voir Fiche technique et Distribution.
Möbius est un film d'espionnage franco-belgo-luxembourgeois écrit et réalisé par Éric Rochant, sorti en 2013.
Le titre fait référence au célèbre ruban de Möbius, qui pourrait métaphoriquement décrire l'intrigue du film.

## Synopsis
Grigori Lubov, un officier des services secrets russes (FSB), est envoyé à Monaco afin de surveiller les agissements d'Ivan Rostovski, un puissant homme d’affaires russe. Dans le cadre de cette mission, son équipe recrute Alice, une surdouée de la finance, dont on apprend très vite qu'elle travaille déjà pour le compte de la CIA. Grigori va rompre la règle d’or et entrer à l'insu de son équipe en contact avec Alice, son agent infiltré. Une passion naît entre eux...

## Fiche technique
Sauf indication contraire, les informations mentionnées dans cette section peuvent être confirmées par la base de données cinématographiques IMDb,  présente dans la section « Liens externes ».
- Titre original : Möbius
- Réalisation et scénario : Éric Rochant
- Musique : Jonathan Morali
- Direction artistique : Cécile Arlet Colin
- Décors : Philippe Chiffre
- Costumes : Carine Sarfati
- Photographie : Pierre Novion
- Son : Niels Barletta, Marc Engels, Cyril Holtz, Piste Rouge, Guillaume Couturier
- Montage : Pascale Fenouillet
- Production : Christophe Cervoni, Éric Juhérian, Mathias Rubin, Tanya Sokolova et Jane Yatsuta
  - Production déléguée : Eric Zaouali
  - Production déléguée (Moscou) : Alex Orlov
  - Production associée : Alain Attal
  - Coproduction : Patrick Quinet, Jani Thiltges, Daniel Goudineau, Christophe Lambert (II) et Marc Dujardin[1]
- Sociétés de production[2] : 
  - France : Axel Films et Trésor Films, en coproduction avec Récifilms, EuropaCorp, JD Prod et France 3 Cinéma, en association avec Canal+, Ciné+, 13e rue, La Banque Postale Image 6 et Sofica Manon 3, avec la participation de France Télévisions, avec le soutien de la Région Provence-Alpes-Côte d'Azur et le département des Alpes-Maritimes, en partenariat avec le CNC
  - Belgique : en coproduction avec Artémis Productions, RTBF et Belgacom, en association avec la Tax Shelter Film Funding, avec la participation de la région wallonne, la région de Bruxelles-Capitale et le Centre du Cinéma et de l'Audiovisuel de la Fédération Wallonie-Bruxelles, avec le soutien de Tax shelter du Gouvernement Fédéral Belge, Casa Kafka Pictures et Belfius
  - Luxembourg : en coproduction avec Samsa Film, avec la participation du Fonds National de Soutien à la Production Audiovisuelle du Luxembourg
- Sociétés de distribution[3] : EuropaCorp Distribution (France) ; Cinéart (Belgique) ; Praesens-Film (Suisse romande)
- Budget : 15 236 470 €[4]
- Pays de production :  France,  Belgique,  Luxembourg
- Langues originales : français, anglais, russe
- Format[5] : couleur - 35 mm / D-Cinema - 2,35:1 (Cinémascope) - son Dolby 5.1
- Genre : thriller, drame
- Durée : 103 minutes
- Dates de sortie[6] :
  - France, Belgique, Suisse romande : 27 février 2013[7],[8]
  - Luxembourg : 28 février 2013
- Classification[9] :
  - France : tous publics[10]
  - Belgique : tous publics (Alle Leeftijden)[7]** Suisse romande : interdit aux moins de 12 ans[11]

## Distribution

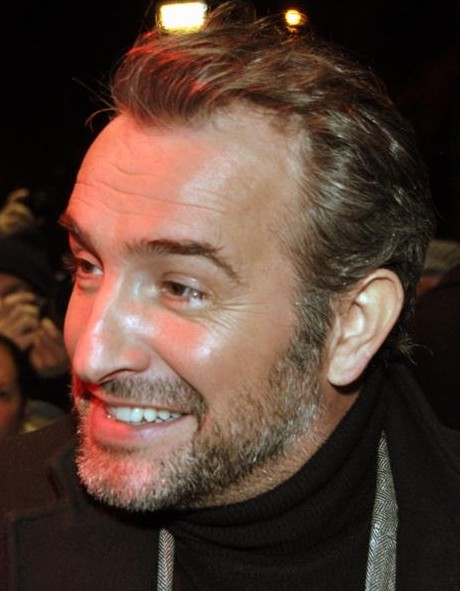
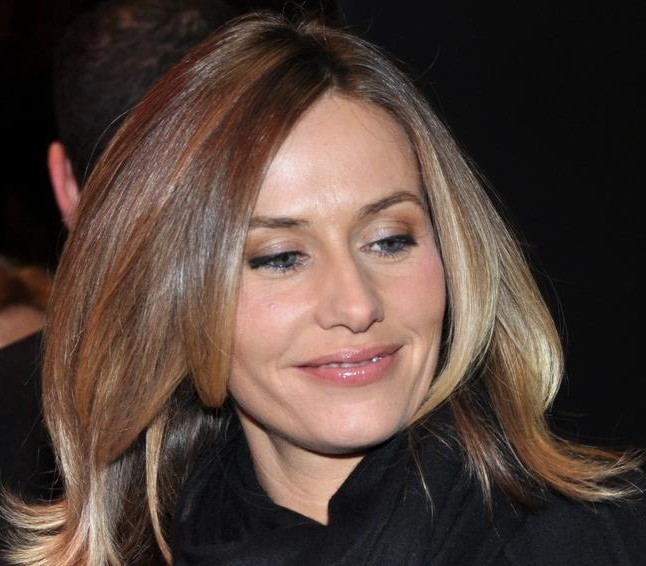
Jean Dujardin et Cécile de France à une avant-première du film, en février 2013.

- Jean Dujardin : Grigori Lubov, alias « Moïse »
- Cécile de France : Alice, alias « Crapule »
- Tim Roth (V. F. : Philippe Vincent) : Ivan Rostovski
- Émilie Dequenne : Sandra
- John Lynch : Joshua
- Vladimir Menchov : Tcherkachine / Quitusais
- Aleksey Gorbounov : Khorzov, alias « Diamant », le garde du corps de Rostovski
- Branka Katić : Ava
- Wendell Pierce : Bob
- Pierre Baux : Birnbaum
- Éric Viellard : De Maux
- Vicky Krieps : Olga
- John Scurti (en) : Honey
- Brad Leland (en) : agent de la CIA
- Dean Constantin : agent principal de Joshua
- Maksim Vitorgan : Sobtchak
- Dmitri Nazarov : Inzirillo
- Jules Werner : le juge Rostovski
- Anouk Wagener : la secrétaire
- Prasanna Puwanarajah : Saïd
- Nilton Martins : le préposé
- Michael G. Shannon : le père d'Alice
- Pierre Simon : un serveur du bar-restaurant Apocalypse
- Serguei Vladimirov : officier russe
- Miglen Mirtchev : homme à l'aéroport
- Yuriy Golovin : agent de la CIA à Moscou
- Yannick Géraud : agent de la CIA à l'hôpital
- Mustapha Souaidi : un serveur du bar-restaurant Apocalypse
- Eric Salamone : maître d'hôtel du restaurant chic
- Clémence Bollet : danseuse du restaurant chic
- Grégoire Camuzet : danseur du restaurant chicc
- Hervé Sogne : agent CIA collègue Möbius
- Said Aarrass :
- Elena Bekesh :
- Tatiana Cernenko :
- Chaima Lehioui :
- Katia Makaroff :
- Victor Martin :
- Natalya Oksanen :
- Thierry Pasteels :
- Thomas Robyns :
- Anthony Vuignier : un serveur du bar-restaurant Apocalypse
- Fabrizio Maltese : un photographe à l'aéroport (non crédité)

Source et légende : Version française (V. F.) sur RS Doublage

## Production
Dévoilé au milieu de l'American Film Market (en) à Santa Monica en Californie, Variety révèle alors, en novembre 2011, le fait que Jean Dujardin et Cécile de France rejoignent le film Möbius d'Éric Rochant, produit par Récifilms et Axel Films en compagnie de Les Productions du Trésor et EuropaCorp. L'avocat Marc Dujardin, frère de Jean, avait déjà signé le contrat avec Récifilms, bien avant la cérémonie des Oscars pour The Artist en 2012.
Pour le besoin de son rôle, sans manquer d'humour, Jean Dujardin dit avoir travaillé sa « stone face à la Ryan Gosling », ce dernier ayant un visage très sérieux dans Drive de Nicolas Winding Refn (2011).
Alors qu'il était président du jury d'Un certain regard à Cannes en mai 2012, Tim Roth a avoué qu'il allait interpréter le rôle d'un oligarque russe suspecté. Éric Rochant a trouvé une ressemblance physique entre l'acteur et Roman Abramovitch, oligarque russe classé à la neuvième place des fortunes les plus importantes de son pays en 2011 et propriétaire notamment du club de football londonien Chelsea FC.
Selon Le Figaro, le tournage commence en mai 2012, pour huit et neuf semaines, dans le sud de la France (massif de l'Estérel, département du Var, Menton, Beausoleil, Boulevard Leader à Cannes, à Nice - département des Alpes-Maritimes), au Luxembourg, à Monaco, en Ukraine (Kiev), à Bruxelles en Belgique et à Moscou en Russie[en fait à Kiev, dixit Le making-of du film se trouvant dans la version en DVD] Le réalisateur raconte chaque jour et chaque heure le tournage, les plans tournés et ses impressions en ajoutant des photos sur son compte Twitter,.
La post-production débute en octobre 2012.

## Bande originale
| 1.    | Coïncidences                   | Jonathan Morali             | 1:36 |
| 2.    | Oh ma vaste steppe             | Les Chœurs de l'Armée rouge | 4:27 |
| 3.    | Sauna                          | Jonathan Morali             | 1:29 |
| 4.    | She Accepts                    | Jonathan Morali             | 2:06 |
| 5.    | Hors protocole                 | Jonathan Morali             | 1:20 |
| 6.    | Villa                          | Jonathan Morali             | 2:17 |
| 7.    | Stop                           | Olga Kouklaki               | 4:04 |
| 8.    | Blue Steel (Still Going Remix) | Bot'Ox                      | 6:48 |
| 9.    | Alice & Moïse                  | Jonathan Morali             | 3:04 |
| 10.   | Hotel Gounod                   | Jonathan Morali             | 1:39 |
| 11.   | Private Life                   | Jonathan Morali             | 3:51 |
| 12.   | La Varsovienne                 | Les Chœurs de l'Armée rouge | 2:23 |
| 13.   | Khorzov                        | Jonathan Morali             | 0:48 |
| 14.   | Khorzov & Moïse                | Jonathan Morali             | 3:18 |
| 15.   | Moïse                          | Jonathan Morali             | 2:22 |
| 16.   | Où tu veux                     | Jonathan Morali             | 2:02 |
| 17.   | Le départ                      | Jonathan Morali             | 0:51 |
| 18.   | Moscou                         | Jonathan Morali             | 0:58 |
| 19.   | He May Even Recognize You      | Jonathan Morali             | 1:50 |
| 20.   | Moïse 2                        | Jonathan Morali             | 2:56 |
| 21.   | Bruxelles                      | Jonathan Morali             | 2:01 |
| 22.   | Alice                          | Jonathan Morali             | 2:00 |
| 23.   | Möbius                         | Jonathan Morali             | 3:20 |
| 58:00 |                                |                             |      |

## Accueil

### Accueil critique
Le film reçoit des critiques mitigées de la part de la presse et des spectateurs. Pour Studio Ciné Live, « on pourra regretter qu'un montage forcément éliminatoire gomme parfois à l'excès la genèse d'une histoire d'amour sur laquelle repose pourtant la dramaturgie du film. Mais Möbius n'en demeure pas moins un film passionnant, vénéneux et ténébreux ». Pour les Cahiers du cinéma : « Triste et embarrassant spectacle que ce film amidonné qui bouge beaucoup mais sans souplesse, condamné à filmer sa propre armature de scénario sans parvenir à l'incarner. Réalisé la peur au ventre et les dents serrées ».

### Box-office
- France : 1 095 433 entrées[21] (6 semaines à l'affiche)

Sorti en pleines vacances scolaires, Möbius a attiré 95 717 spectateurs en un jour et se classe deuxième au box-office français, la première place étant occupée par Boule et Bill qui réalise 204 534 entrées. En première semaine, le film occupe toujours la seconde position du box-office avec 506 674 entrées. La semaine suivante, il perd quatre places et totalise 260 605 entrées supplémentaires, portant le cumul à 767 279 entrées. Il totalise 964 268 entrées, dont 196 989 entrées durant la période, en troisième semaine, tout en perdant deux places au box-office, pointant en huitième position.
En Europe, le film rassemble 1 234 890 spectateurs.

## Distinctions

### Nominations
- Prix Jupiter 2014 : Meilleur acteur international pour Jean Dujardin[27].

### Sélections
- Festival du film de Tribeca 2013 : Sélection du meilleur film[28].

## Autour du film
- Le café moscovite visible dans le film a pour nom "Chez Eric"[réf. nécessaire].